# Staffan Roos
Ernst Fredrik Staffan Roos, född 21 december 1943 i Helsingborg, är en svensk regissör och dramatiker.
Roos har verkat som regissör och dramatiker på Dramaten sedan 1967 och även på bland annat Teater Brunnsgatan Fyra och Radioteatern. Han har också skrivit och regisserat film och TV-produktioner som Allan Edwalls Limpan (1983) och SVT-serien Morsarvet (1993). Radioproduktionen av Erland Josephsons En natt i den svenska sommaren (1987) belönades med radiopriset Prix Italia. 2011 tilldelades han medaljen Litteris et Artibus för sitt samlade arbete.

## Filmografi
- 1973 – Makt på spel (TV-serie) (regi, manus)
- 1983 – Limpan (regi; manus+huvudroll: Allan Edwall)
- 1987 – Varuhuset (regi; TV-serie)
- 1989 – Det var då... (regi; TV-film)
- 1991 – Mord och passion (TV-serie) (regi)
- 1991 – Teatermakaren (TV-teater av Dramaten-produktion av Thomas Bernhards pjäs)
- 1993 – Morsarvet (TV-serie)
- 2003 – Solveigs resa till det norra riket (produktionsassistans till Solveig Ternström; TV-film)
- 2004 – Håkan Bråkan & Josef (inspelningsassistans)

## Teater

### Dramatik
- Cirkus Madigan
- Alice i Underlandet
- Spöken
- Gustaf III & Dramaten

### Regi
| År   | Produktion                                                            | Upphovsmän                                 | Teater                                                      |
| ---- | --------------------------------------------------------------------- | ------------------------------------------ | ----------------------------------------------------------- |
| 1967 | Cirkus Madigan                                                        | Staffan Roos                               | Dramaten                                                    |
| 1968 | Rosenkranz och Gyldenstern går åt Rosencrantz & Guildenstern Are Dead | Tom Stoppard                               | Dramaten                                                    |
| 1968 | Alice i Underlandet                                                   | Staffan Roos                               | Dramaten                                                    |
| 1969 | Don Carlos Don Karlos                                                 | Friedrich von Schiller                     | Dramaten                                                    |
| 1969 | Föreståndaren                                                         | Bengt Bratt                                | Dramaten                                                    |
| 1973 | Macbett                                                               | Eugène Ionesco                             | Dramaten                                                    |
| 1974 | Doktor Knock Knock ou le Triomphe de la médecine                      | Jules Romains                              | Dramaten                                                    |
| 1974 | En folkfiende En folkefiende                                          | Henrik Ibsen                               | Dramaten                                                    |
| 1975 | Borgare Schippel Bürger Schippel                                      | Carl Sternheim                             | Dramaten                                                    |
| 1976 | Vårt lilla bo Das Nest                                                | Franz Xaver Kroetz                         | Dramaten                                                    |
| 1976 | Köpmannen The Merchant                                                | Arnold Wesker                              | Dramaten                                                    |
| 1978 | Branting                                                              | Arne Törnqvist                             | Dramaten                                                    |
| 1978 | Klyvningen (Stormen mot kärnkraft)                                    |                                            | Dramaten                                                    |
| 1979 | Hur kan du Meier! Mensch Meier                                        | Franz Xaver Kroetz                         | Dramaten                                                    |
| 1979 | Mannen på trottoaren                                                  | Per Olov Enquist och Anders Ehnmark        | Dramaten                                                    |
| 1980 | Alkemisten The Alchemist                                              | Ben Jonson                                 | Dramaten                                                    |
| 1981 | Paradisbarnen La dispute                                              | Pierre de Marivaux och Staffan Roos        | Dramaten                                                    |
| 1982 | Läkare Ärztinnen                                                      | Rolf Hochhuth                              | Dramaten                                                    |
| 1983 | En stilla stund Stundarfriður                                         | Guðmundur Steinsson                        | Dramaten                                                    |
| 1983 | Lit de Parade                                                         | P.C. Jersild                               | Dramaten                                                    |
| 1985 | Julius Caesar                                                         | William Shakespeare                        | Dramaten                                                    |
| 1987 | Mösexan Stags and hens                                                | Willy Russell                              | Dramaten                                                    |
| 1987 | Titta det blöder                                                      | Kristina Lugn                              | Dramaten                                                    |
| 1989 | Teatermakaren Der Theatermacher                                       | Thomas Bernhard Översättning Susanne Widén | Dramaten                                                    |
| 1990 | Danssalongen                                                          | Per Åke Nygren                             | Dramaten Regi tillsammans med Gunnel Lindblom och ensemblen |
| 1990 | En skugga                                                             | Hjalmar Bergman                            | Dramaten                                                    |
| 1991 | Broadway nästa Broadway bound                                         | Neil Simon                                 | Dramaten                                                    |
| 1996 | Spöken                                                                | Staffan Roos                               | Dramaten                                                    |
| 1997 | Änkeman Jarl                                                          | Vilhelm Moberg                             | Dramaten                                                    |
| 1998 | Häxans dotter                                                         | Maj Bylock                                 | Dramaten                                                    |
| 2001 | Mellan liv och död 生死界                                             | Gao Xingjian Översättning Göran Malmqvist  | Dramaten                                                    |
| 2002 | Gustaf III & Dramaten                                                 | Staffan Roos                               | Dramaten på Kungliga slottet                                |
| 2002 | Fallna från månen                                                     | Lucas Svensson                             | Dramaten                                                    |
| 2003 | Kvartett                                                              | Niklas Rådström                            | Dramaten                                                    |
| 2003 | Inget växer utom Stig (och Molly)                                     | Lucas Svensson                             | Dramaten                                                    |
| 2004 | Black Comedy                                                          | Peter Shaffer                              | Dramaten                                                    |
| 2005 | Kärlekens triumf Le triomphe de l'amour                               | Pierre de Marivaux                         | Dramaten                                                    |
| 2005 | Min middag med Johan och Solveig                                      | Lucas Svensson                             | Dramaten                                                    |
| 2006 | Endagsvarelser                                                        | Lars Norén                                 | Dramaten                                                    |
| 2006 | Klaus ont Erika                                                       | Lucas Svensson                             | Dramaten                                                    |
| 2007 | Radio love 87,4 MHz                                                   | Carl-Johan Vallgren                        | Dramaten                                                    |
| 2007 | Fördold                                                               | Lars Norén                                 | Dramaten                                                    |
| 2008 | Dramatenhuset 100 år                                                  |                                            | Dramaten                                                    |
| 2008 | Drottningens juvelsmycke                                              | Carl Jonas Love Almqvist                   | Dramaten                                                    |
| 2009 | Massakerguden Le Dieu du carnage                                      | Yasmina Reza                               | Dramaten                                                    |
| 2009 | Den girige L'Avare ou l'École du mensonge                             | Molière                                    | Dramaten Regi tillsammans med Gösta Ekman                   |
| 2010 | Dramaten sjunger i natten Kulturnatten 2010                           |                                            | Dramaten                                                    |
| 2011 | Elda! Elda! Elda!                                                     | Martina Montelius                          | Teater Brunnsgatan Fyra                                     |